# Maisons (Calvados)
Maisons ist eine französische Gemeinde mit 430 Einwohnern (Stand: 1. Januar 2022) im Département Calvados in der Region Normandie (vor 2016 Basse-Normandie); sie gehört zum Arrondissement Bayeux und zum Kanton Trévières. 

## Geographie
Maisons liegt etwa zehn Kilometer nordwestlich vom Stadtzentrum von Bayeux nahe der Atlantikküste am Drôme. Umgeben wird Maisons von den Nachbargemeinden Port-en-Bessin-Huppain im Norden und Nordwesten, Commes im Norden und Nordosten, Vaux-sur-Aure im Osten und Südosten, Sully im Süden, Tour-en-Bessin im Süden und Südwesten sowie Étréham im Westen.

## Bevölkerungsentwicklung
| Jahr                      | 1962 | 1968 | 1975 | 1982 | 1990 | 1999 | 2006 | 2013 |
| Einwohner                 | 288  | 271  | 269  | 308  | 347  | 320  | 395  | 392  |
| Quelle: Cassini und INSEE |      |      |      |      |      |      |      |      |

## Sehenswürdigkeiten
- Kirche Saint-Martin aus dem 19. Jahrhundert
- Schloss Maisons aus dem 17. Jahrhundert

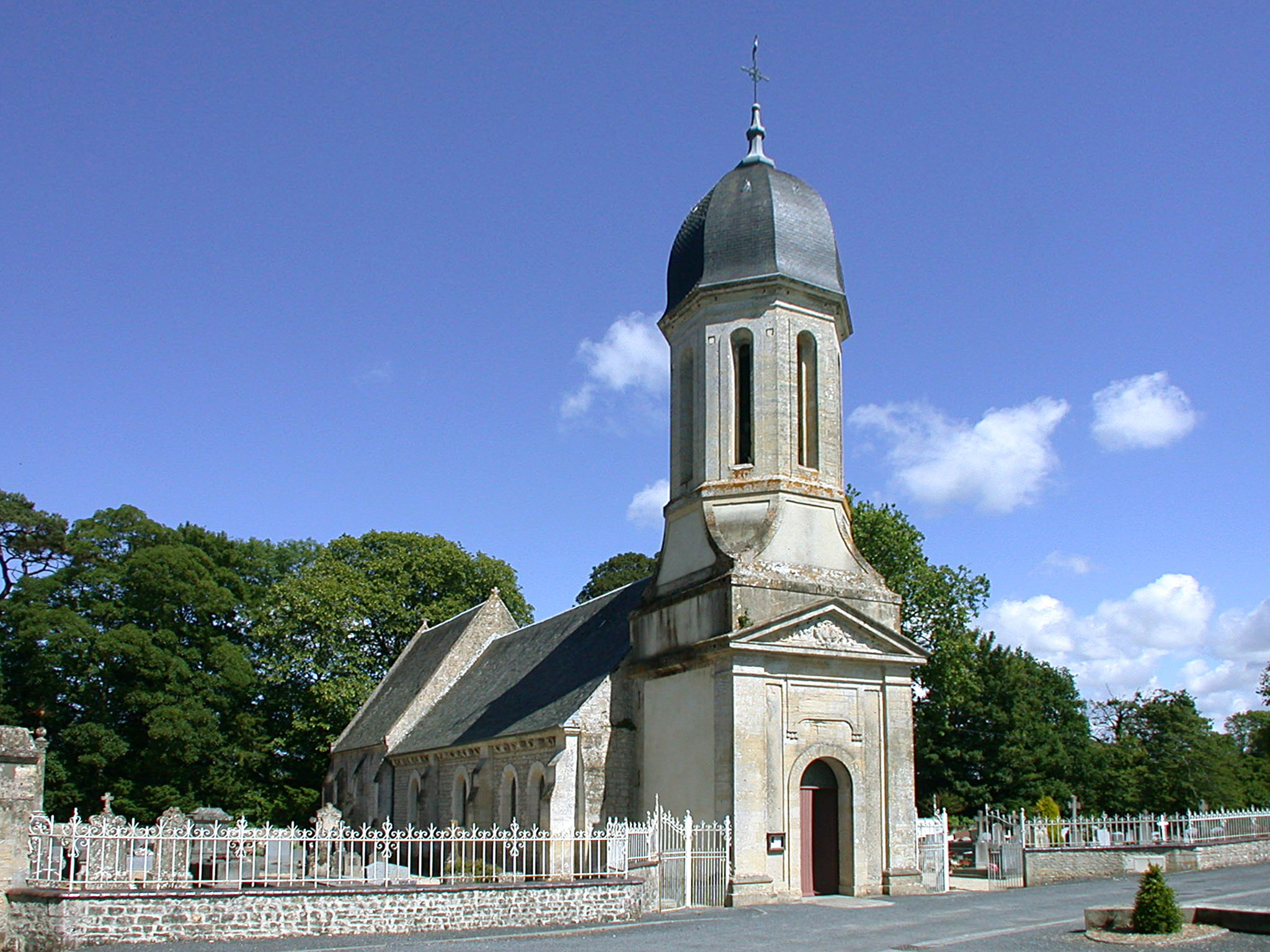
Kirche Saint-Martin
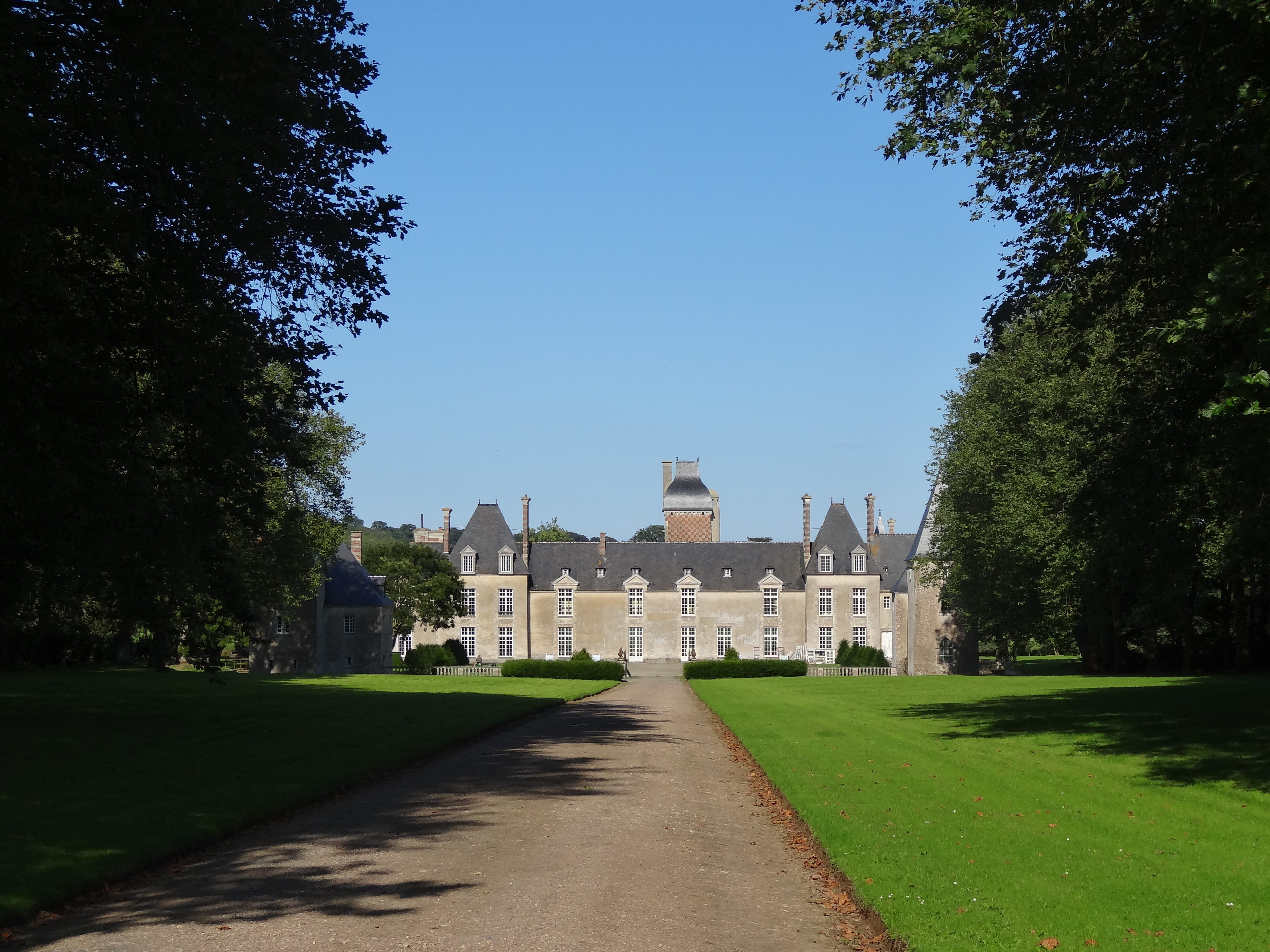
Schloss Maisons